# Alla ricerca della Valle Incantata 13 - In viaggio con le pance gialle
Alla ricerca della Valle Incantata 13 - In viaggio con le pance gialle (The Land Before Time XIII: The Wisdom of Friends) è il tredicesimo film della serie Alla ricerca della Valle Incantata.

## Trama
Nuova  avventura per Piedino e sua nonna Collolungo che mangiano le foglie stella. Dopo avere mangiato l'ultima, Piedino vede delle altre foglie stella sul bordo del tronco in cui c'è un burrone. Piedino decide di attraversarlo, ma in quel momento si verifica un terremoto e rischiando un incidente fatale arriva sua nonna che lo mette al sicuro aggrapandosi a una fune. Piedino preoccupato per sua nonna, dice che non ci sarebbe stato il terremoto, ma ella gli dice che è tutto a posto.
Durante la notte, Piedino sogna lo stesso luogo dell'incidente fatale e che la nonna non riesce a salvarsi e cade nel canyon rischiando la morte. Piedino si sveglia spaventato, e ella gli dice che è stato solo un brutto sogno. La nonna decide di insegnargli una serie di sicurezze, chiamati precetti, che possono proteggere in generale da situazioni di pericolo e Piedino decide di imparare a usarli.
Tricky, Ducky, Petrie e Spike giocano sull'acqua. All'improvviso giocano a saltare in alto e quando Tricky cerca di atterrare sulla roccia, cade nell'acqua venendo trascinata dalla corrente. Piedino vedendo questa situazione, decide di aiutarla, ma Tricky dice che non ce n'è bisogno perché lei stava fingendo di farlo. A un certo punto dopo aver parlato dei precetti, Tricky va incontro un cespuglio e sentendo qualcosa insieme a Piedino, Ducky, Petrie e Spike sono intimoriti da questo verso. Dal cespuglio spuntano tre creature buffe e simpatiche beipiaosauri dette anche "pance gialle" di nome Loofah, Doofah e Fooby. Dopo essersi presentati e aver scherzato, dicono di avere sia fame sia sete e Piedino decide di portarli vicino ai cespugli delle bacche e a un corso d'acqua. Piedino improvvisamente chiede curioso che fine abbia fatto il loro branco e Loofah assieme a Doofah rispondono che lo devono trovare per dirigersi insieme alla Valle delle Bacche. Dopo questo, le tre Pance Gialle li salutano dirigendosi come avevano promesso. Quella notte Piedino ha un altro brutto sogno come quello precedente della nonna in cui in questo accade la stessa brutta cosa a Loofha e Doofha, che cadono dal tronco e rischiano la vita.
Dopo essersi svegliato, Piedino assieme a Tricky, Ducky, Petrie e Spike decidono di accompagnare le Pance Gialle con il loro branco alla Valle delle Bacche. Mentre camminano li incontrano e li salutano sul bordo di un terreno sottile e, mentre Piedino decide di insegnargli i precetti, cadono assieme sulla roccia che scivola. Dopo questa caduta senza essersi fatti male, Loofah dice che il branco si trova in una roccia come uguale alla loro forma. Camminando, decidono di scherzare e dopo Loofah dice di avere sete e Piedino assieme ai suoi amici, decide di trovargli l'acqua. Mentre stanno seduti Doofah nota che qualcosa si sta avvicinando e crede che sia un miraggio. Loofah dice a Fooby di vedere quello che succede e, spaventato, scopre che sono i dentiaguzzi e decide stesso di portarli via dagli stessi pericolosi carnivori. Scappando arrivando al luogo dove si stanno dirigendo i nostri protagonisti. Si trovano bloccati senza via di scampo e Piedino vedendo la situazione decide di aiutarli assieme ai suoi amici. Sconfiggono i dentiaguzzi, facendo così via libera alle tre pance gialle. Loofah chiede in quel momento se hanno trovato l'acqua, e Tricky, stanca della situazione decide di colpirla, ma Piedino le rassicura che essi troveranno l'acqua. Dopo aver camminato molto, arrivano finalmente alla roccia che assomiglia a loro e anche al laghetto d'acqua.
Mentre bevono, Doofah saluta i suoi amici sotto la sabbia, ma Tricky crede che parla con i cespugli. Petrie, incuriosito, si avvicina e spaventato, scopre che sono altre pance gialle gli amici di Loofha, Doofha e Fooby. Ducky dice che ora devono tornare alla Grande Valle, ma Piedino dice che è meglio restare con loro perché il Cerchio Lucente (Sole) sta tramontando. In quel momento nella Valle Incantata, la nonna di Piedino chiede a Tria se li ha visti, ma lei dice di no ed è molto preoccupata.
Piedino decide allora di accompagnare le Pance Gialle alla valle delle Bacche con i precetti, ma Tricky dice che essi li hanno già e gli dice di addormentarsi. Quella mattina Piedino scopre preoccupato che anche Tricky, Ducky, Petrie e Spike hanno intenzione di aiutarlo a condurre le Pance Gialle. Decidono di partire, ma mentre camminano, non si accorgono che i dentiaguzzi si erano liberati dalle rocce colpite.
Gli adulti decidono di seguire le tracce dei piccoli per vedere dove sono andati. Mentre camminano, Loofah dice di avere ancora sete e Piedino gli dice che troverano l'acqua. Loofah cade, ma scopre che ha trovato l'acqua. Allora anche Doofah, Fooby e le altre pance gialle compresi Tricky, Ducky, Spike e Petrie si tuffano. Dopodiché decidono di continuare il cammino. Mentre camminano, Fooby sta sentendo qualcosa e avverte gli altri che ci sono le bacche nei cespugli. Allora Loofha dice a Piedino che è stato lui a trovare la valle delle bacche, ma Piedino dice che non è la valle delle bacche.
Dopo aver mangiato le pance gialle decidono di riposarsi. Piedino, insieme a Tricky, Spike, Ducky e Petrie si sente un po' in colpa per il fatto che accompagnando le pance gialle, non ci poteva essere bisogno. Dopo una discussione, incomincia un temporale e le pance gialle spaventate chiedono a Piedino da quale parte andare e lui risponde di andare in un posto più sicuro. Incomincia a cadere l'acqua e mentre camminano, Ducky scivola e cade, ma Petrie la salva e gli dice di usare i precetti delle pance gialle. Piedino camminando vede due percorsi e non sa quale scegliere, allora decide di andare a caso e mentre cammina, Doofah scegli l'altro che però sarà in difficoltà. Camminando trovano un luogo dove ci può riparare dalla pioggia.
Dopo che smette di piovere, si chiedono dove sia finita Doofah, e Piedino sentendola, decide di seguire la sua voce. Trovandola si accorgono che sta sopra una pietra e decidono di usare i precetti. Doofah, allora decide di fare un salto, ma mentre spicca, sta per cadere e Piedino insieme a Tricky, Ducky e Petrie l'aiutano. Dopo averla salvata, Doofah capisce che è meglio stare in gruppo. Ritornando però, rincontrano i dentiaguzzi e scappano, però si ricordano i precetti. Tricky aiuta Doofah salvandola da uno dei nemici. Piedino capendo che si trova in difficoltà assieme ai suoi amici e le pance gialle, decide di trovare una soluzione e Fooby decide di usare la loro voce per stordire i denti aguzzi. Facendo questo, riescono a sconfiggere i dentiaguzzi e a farli cadere nel vuoto. Piedino si congratula con tutti, che stando in gruppo si imparano cose stupende, e nel frattempo Fooby scopre finalmente la Valle Delle Bacche. Loofah, Doofah, Fooby e le altre pance gialle li ringraziano salutandoli e dirigendosi verso il loro luogo preferito, la Valle Delle Bacche.
Dopo questa avventura anche i nostri amici dinosauri decidono di tornare alla Valle Incantata prendendo una scorciatoia. Camminando sentono qualcosa, si spaventano e scoprono i loro genitori preoccupati. Piedino racconta assieme ai suoi amici che hanno rispettato i precetti, ma la nonna gli risponde che ne hanno dimenticato uno, cioè quello di restare nella Grande Valle. Alla fine, hanno imparato una lezione: i precetti funzionano sempre.

## Home Video
In Italia, il film è stato distribuito in DVD dalla Universal Pictures Home Entertainment il 6 marzo 2008.

## Doppiaggio
| Personaggio      | Doppiatore originale                |
| ---------------- | ----------------------------------- |
| Piedino          | Cody Arens Anthony Skillman (canto) |
| Tricky           | Anndi McAfee                        |
| Ducky            | Aria Noelle Curzon                  |
| Petrie           | Jeff Bennett                        |
| Topsy            | John Ingle                          |
| Spike            | Rob Paulsen                         |
| Loofah           | Cuba Gooding Jr.                    |
| Doofah           | Sandra Oh                           |
| Tria             | Jessica Gee                         |
| Nonna Collolungo | Miriam Flynn                        |
| Foobie           | Pete Sepenuk                        |
| Baryonyx         | Frank Welker                        |
| Narratore        | John Ingle                          |